# Lixophaga diatgaeae
Lixophaga diatgaeae är en tvåvingeart som först beskrevs av Townsend 1915.  Lixophaga diatgaeae ingår i släktet Lixophaga och familjen parasitflugor. Inga underarter finns listade i Catalogue of Life.